# Лопатоніг східний
Лопатоніг східний (Scaphiopus holbrookii) — вид земноводних з роду Лопатоніг родини Лопатоноги. Інша назва «лопатоніг Ґолбрука» (на честь американського вченого Джона Ґолбрука).

## Опис
Загальна довжина досягає 9 см. За своєю будовою схожий на інших представників свого роду. Відрізняється наявністю 1 шпори на кожній із задніх лап, а також забарвленням: піщано-коричневим з темними смугами, бувають особи з 2 жовтуватими поздовжніми смугами.

## Спосіб життя
Полюбляє напівпустелі, піщані ґрунти. Гарно риє нори у вигляді спіралі, в яких живе більшу частину доби. Активний вночі. Харчується безхребетними.
Розмноження пов'язане з водоймами: ікру відкладають на різні водні рослини. Личинки з'являються через 2 дні. Метаморфоз триває 12—15 днів.

## Розповсюдження
Це ендемік США: мешкає від штату від Массачусетса до Флориди і на захід до Луїзіани.